# Viktor Postol
Viktor Postol est un boxeur ukrainien né le 16 janvier 1984 à Kiev.

## Carrière
Passé professionnel en 2007, il remporte le titre vacant de champion du monde des poids super-légers WBC face à Lucas Matthysse le 3 octobre 2015 par KO au 10e round mais le perd dès le combat suivant aux points contre Terence Crawford, champion WBC de la catégorie, le 23 juillet 2016. Il est également battu le 29 août 2020 par le nouveau champion WBC et WBO de la catégorie, José Carlos Ramírez.